# Паразит — царь природы: тайный мир самых опасных существ на Земле
«Паразит — царь природы: тайный мир самых опасных существ на Земле» (англ. Parasite Rex: Inside the Bizarre World of the Nature's Most Dangerous Creatures) — научно-популярная книга американского писателя Карла Циммера. В книге рассказывается история паразитов на Земле и как сформировались наука паразитология.

## Содержание
Книга начинается с истории изучения паразитов человеком, от самых ранних работ о них в древних культурах до наших дней. Основное внимание уделяется взглядам и экспериментам, проведённым учёными XVII, XVIII и XIX веков, например, проведённым Антони ван Левенгуком, Япетусом Стенструпом, Фридрихом Кюхенмейстером и Рэем Ланкестером. Среди них Левенгук был первым, кто когда-либо физически рассматривал клетки через микроскоп, Стенструп был первым, кто объяснил и подтвердил множественные стадии и жизненные циклы паразитов, которые отличаются от большинства других живых организмов, и Кюхенмейстер, благодаря своим религиозным убеждениям и своим взглядам на каждое существо, имеющее место в естественном порядке, отрицал идеи своего времени и доказал, что все паразиты являются частью активных эволюционных ниш, а не биологические тупики, проводя над заключёнными неоднозначные с моральной точки зрения эксперименты. Ланкестеру уделяется особое внимание, так как он считал, что паразиты являются примерами дегенеративной эволюции, особенно в отношении Sacculina, и Циммер неоднократно опровергает эти его взгляды в своей книге.
В нескольких главах рассмотрены различные типы паразитов и то, как они заражают своих хозяев и контролируют их, а также биохимия, участвующая в их захвате или уклонении от иммунной системы хозяина, что в конечном итоге приводит к их распространению в следующей форме и жизненном цикле. Большое место в книге уделяется также работе иммунологов и тому, как иммунная система живых существ реагирует на паразитарную инфекцию, а также методам, которые функции организма используют для противодействия и потенциального уничтожения вторгшихся микроорганизмов. Учёным неизвестно, сколько видов паразитов обитает на нашей планете, но как форма жизни они пребывают в большинстве. По некоторым оценкам, паразитические виды вчетверо превышают число свободно живущих организмов. Многие свободные организмы носят и кормят на своих телах десятки существ, живущих за счёт другого живого существа и получающих из него жизненные соки. Их адаптационные способности поразительны: некоторые виды способны контролировать сознание своих хозяев, другие — менять способ их размножения. В некотором смысле паразитология — это наука о жизни на Земле.
В последних главах основное внимание уделяется общему влиянию паразитов на эволюцию жизни и теории о том, что именно из-за паразитарной инфекции половое размножение стало доминирующим, в отличие от предыдущих методов бесполого размножения.
В заключении книги Циммер обсуждает широкий спектр паразитов, которые эволюционировали, чтобы их основными хозяевами были люди, и наши попытки с помощью научных достижений искоренить их. В заключительной главе также рассматриваются положительные преимущества паразитов и то, как люди использовали их для улучшения сельского хозяйства и медицинских технологий, а также то, как необдуманное использование паразитов может также разрушить различные среды обитания. В конце концов, Циммер размышляет, можно ли считать человечество паразитом на планете и каковы могут быть последствия этих отношений.

## Отзывы
В газете «Нью-Йорк Таймс» рецензент Кевин Падиан похвалил книгу, сказав, что она хороша «не только в её доступной презентации новой науки эволюционной паразитологии, но в её вдумчивом подходе к глобальным стратегиям и политике, которые учёным, работникам здравоохранения и правительствам придётся учитывать для борьбы с паразитами в будущем».
Обозреватель также назвал книгу Циммера «катехизисом различных червей, вирусов, бактерий и простейших микроорганизмов», обладающих сложными жизненными циклами, которые имеют тенденцию на биохимическом уровне адаптироваться к организму хозяев, чтобы оставаться незамеченными. Некоторые из них могут даже изменять ДНК организмов, которые они колонизируют в своих целях. Именно поведенческая гибкость стала основной стратегией паразитов, поэтому они могут влиять на численность популяций, биологическое и социальное поведение целых видов, изменяя, в конечном счёте, эволюцию флоры и фауны. По мнению обозревателя, «Циммер зарекомендовал себя таким же прекрасным научным эссеистом, как и известные популяризаторы науки — Джон Макфи, Дэвид Кваммен и Джон Нобл Уилфорд» (лауреаты Пулитцеровской премии).
В аннотации некоммерческого научно-популярного проекта «Элементы большой науки» говорится, что этой книгой «один из лучших научных журналистов нашего времени делает доступными самые сложные научные теории и описывает жизнь паразитов как фантастический роман с непостижимыми, зловещими, а порой вызывающими сопереживание героями».
Издание Weekly назвало книгу «образцовым научно-популярным произведением» и одним из «самых увлекательных произведений» в своём роде, но в то же время и «самым отвратительным» .

## Издание в России
Книга была переведена на русский язык и вышла в свет в издательстве «Альпина нон-фикшн» в 2017 году. ISBN 978-5-91671-410-4, 978-5-91671-191-2, 978-0-684-85638-4, 978-5-91671-290-2, 978-5-91671-610-8